# Emil Lindh
Emil Aleksander Lindh (Helsinque, 15 de abril de 1867 — 3 de setembro de 1937) foi um ator e velejador finlandês, medalhista olímpico. Ele competiu nos Jogos Olímpicos de Verão de 1912 na classe 8 Metre e conquistou a medalha de bronze na disputa a bordo do Lucky Girl com Arthur Ahnger, Bertil Tallberg, Gunnar Tallberg e Georg Westling. Ele também foi ator em papéis menores em oito filmes, incluindo Rautakylän vanha parooni e Murtovarkaus.